# Борлисайський сільський округ
Борлиса́йський сільський округ (каз. Борлысай ауылдық округі, рос. Борлысайский сельский округ) — адміністративна одиниця у складі району Байдібека Туркестанської області Казахстану. Адміністративний центр — село Актас.
Населення — 2330 осіб (2021; 2815 у 2009, 2588 у 1999, 2644 у 1989).
Станом на 1989 рік існувала Борлисайська сільська рада (села Актас, Кенсай, Кизил-Октябр, Китаєвка, Михайловка, селище Шукиршак). Пізніше села Кизил-Октябр та Китаєвка увійшли до складу Алмалинського сільського округу.

## Склад
До складу округу входять такі населені пункти:
| Населений пункт | Колишні назви | Населення, осіб (1989) | Населення, осіб (1999) | Населення, осіб (2009) | Населення, осіб (2021) |
| --------------- | ------------- | ---------------------- | ---------------------- | ---------------------- | ---------------------- |
| Актас, село     | -             | 1112                   | 1036                   | 1105                   | 890                    |
| Кенсай, село    | -             | 580                    | 587                    | 662                    | 618                    |
| Кошкарата, село | Михайловка    | 796                    | 845                    | 947                    | 783                    |
| Шукиршак, село  | -             | 156                    | 120                    | 101                    | 39                     |